# 王煜輝
王 煜輝（おう いくき、王煜辉、ワン・ユィフィ、1976年6月14日 - ）は、中国の囲碁棋士。北京出身、中国囲棋協会所属、聶衛平門下、七段。永大杯囲棋戦優勝、三星火災杯世界オープン戦ベスト4など。

## 経歴
10歳で囲碁を学ぶ。1990年入段。1996新人王戦で準優勝。1997年、昆明で開催された牡丹卡杯全国名手戦に出場して優勝。同年六段、聶衛平門下となる。97、98、99年と3期連続名人戦リーグ入り。1998年に台湾の永大杯囲棋戦で優勝。2000年天元戦ベスト8。2002年三星火災杯世界オープン戦出場、崔哲瀚、羽根直樹、常昊を破ってベスト4進出、準決勝で曺薫鉉に0-2で敗退。同年ルノー杯全国囲棋覇王戦ベスト4。2004年全国囲棋個人戦5位、招商銀行杯中国囲棋電視快棋戦ベスト4。2005年名人戦ベスト8。2007年に結婚。2009年中国智力運動会の男子プロ個人戦4位。
中国囲棋甲級リーグでは1999年から平頂山、貴州チームなどで出場。中国棋士ランキングでは2003年16位。

## タイトル歴
- 牡丹卡杯全国名手戦 1997年
- 永大杯囲棋戦 1998年
- 竜泉杯中国囲棋八強招待戦 2002年

### 他の棋歴
国際棋戦
- 三星火災杯世界オープン戦 ベスト4 2002年第7回（○崔哲瀚、○羽根直樹、○常昊、0-2 曺薫鉉）
- LG杯世界棋王戦 ベスト8 2005年（○金起用、○金成龍、×李世乭）

国内棋戦
- 新人王戦 準優勝 1996年
- 棋戦戦 七段戦優勝 2001年
- 全国囲棋個人戦 5位 2004年
- 全国智力運動会 男子個人戦4位 2009年
- 名人戦リーグ 1997年(1-4)、98年(0-5)、99年(1-4)
- 中国囲棋甲級リーグ戦
  - 1999年（平頂山煤業）
  - 2000年（平煤集団）
  - 2001年（貴州衛視）
  - 2002年（貴州衛視）
  - 2003年（貴州衛視）14-7
  - 2004年（貴州衛視）
  - 2005年（貴州衛視）8-13
  - 2006年（貴州衛視）
  - 2007年乙級（蕭山明仕棋院）
  - 2008年（河北金環鋼構）11-9
  - 2009年（中信北京）10-12
  - 2010年（西安曲江）9-12
  - 2011年（西安曲江）4-6
  - 2012年（西安曲江）1-2